# Pricel
Pricel était une société de production et de distribution cinématographique française de 1987 à 2023.
Créée par Paul Rassam, Pricel était chargée de coproduire ou d'acquérir les droits de films étrangers (The Mask, Ace Ventura, Showgirls…) en vue de leur distribution par AMLF, autre filiale de Renn Productions dont elle faisait partie. En 1996, Pricel passe sous le giron du nouveau groupe Pathé. La société est absorbée par Pathé Films en 2023.

## Filmographie sélective
- 1991 : Kafka de Steven Soderbergh
- 1992 : La Cité de la joie de Roland Joffé
- 1996 : Lucie Aubrac de Claude Berri et Frédéric Auburtin
- 1998 : L'Empereur et l'Assassin de Chen Kaige
- 2000 : Way Past Cool d'Adam Davidson
- 2005 : Pollux : Le Manège enchanté de Jean Duval, Franck Passingham et Dave Borthwick
- 2006 : Marie-Antoinette de Sofia Coppola
- 2007 : L'Homme sans âge de Francis Ford Coppola